# Unterschächen
Unterschächen is een gemeente en plaats in het Zwitserse kanton Uri.
Unterschächen telt 705 inwoners.
Altdorf · Andermatt · Attinghausen · Bauen · Bürglen · Erstfeld · Flüelen · Göschenen · Gurtnellen · Hospental · Isenthal · Realp · Schattdorf · Seedorf · Seelisberg · Silenen · Sisikon · Spiringen · Unterschächen · Wassen
- Gemeinsame Normdatei: 4611591-2
- Historisch woordenboek van Zwitserland: 000708
- Virtual International Authority File: 236563487
- WorldCat: E39PBJjHdBXM8HWMp7mgRMTCQq